# أسيف المال
أسيف المال هي جماعة قروية في إقليم شيشاوة بجهة مراكش آسفي. وهي تضم .. نسمة، حسب الإحصاء العام للسكان والسكنى لسنة 2014.
يبعد مركز الجماعة عن شيشاوة بـ كلم، وعن مراكش بـ كلم.

## تاريخ
في سنة 2008، زار الملك محمد السادس جماعة أسيف المال، وأعطى إنطلاقة أشغال بناء سد أبي العباس السبتي في تاسكورت، وعاد الملك في سنة 2014، وأشرف على تدشين هذا السد. وهو سد يهدف بالأساس إلى الرفع من المساحة المسقية، وحماية المنشآت الفلاحية، وتحسين دخل الفلاحين من خلال تطوير وتنويع منتجاتهم الفلاحية.

## دواوير الجماعة
- دوار تدارت
- دوار تلوتيمت
- دوار اجماني
- دوار تمقرة
- دوار تبونوت
- دوار بونو
- دوار أيت عبايد
- دوار الجرف
- دوار دار أكيماخ
- دوار تلمعدنت
- دوار دار النمس
- دوار تفروخت
- دوار تكرار
- دوار إمين واسيف
- دوار زاوية سيدي بوعثمان
- دوار زلوت
- دوار أنبدور
- دوار إمي غزر
- دوار تسكورت

## التعليم
قائمة المؤسسات التعليمية في جماعة أسيف المال:
- مجموعة مدارس دار أكيماخ (المركزية: دار أكيماخ / الوحدات: أيت عبايد - بونو)
- مجموعة مدارس إمين واسيف (المركزية: إمين واسيف / الوحدات: تكرار - دار النمس - تدارت)
- مجموعة مدارس أسيف المال (المركزية: ../ الوحدات: أنبدور - إمي غزر - تسكورت)
- إعدادية أسيف المال